# Merrifield (Minnesota)
Merrifield es un lugar designado por el censo ubicado en el condado de Crow Wing en el estado estadounidense de Minnesota. En el Censo de 2010 tenía una población de 140 habitantes y una densidad poblacional de 99,55 personas por km².

## Geografía
Merrifield se encuentra ubicado en las coordenadas 46°28′3″N 94°10′29″O / 46.46750, -94.17472. Según la Oficina del Censo de los Estados Unidos, Merrifield tiene una superficie total de 1.41 km², de la cual 1.41 km² corresponden a tierra firme y (0%) 0 km² es agua.

## Demografía
Según el censo de 2010, había 140 personas residiendo en Merrifield. La densidad de población era de 99,55 hab./km². De los 140 habitantes, Merrifield estaba compuesto por el 97.86% blancos, el 0% eran afroamericanos, el 0.71% eran amerindios, el 0.71% eran asiáticos, el 0% eran isleños del Pacífico, el 0% eran de otras razas y el 0.71% pertenecían a dos o más razas. Del total de la población el 1.43% eran hispanos o latinos de cualquier raza.